# Autocharis diehlalis
Autocharis diehlalis là một loài bướm đêm trong họ Crambidae.